# ホウキ・ツイスト
ホウキ・ツイストは赤坂晃の1枚目のシングル。

## 概要
- 光GENJIの赤坂晃のソロ・デビュー作は自身が出演した『魔女の宅急便』劇中歌で最大のヒット・シングル。

## 収録曲
全曲作詞：阿木燿子　作曲：宇崎竜童　編曲：関谷聡
1. ホウキ・ツイスト
2. さよならなんて言う気はないさ
3. ホウキ・ツイスト (inst.)
4. さよならなんて言う気はないさ (inst.)